# Hey Jude
«Hey Jude» es una canción de la banda británica de rock The Beatles, lanzada en agosto de 1968 como primer sencillo del sello discográfico de la formación, Apple Records. Acreditada a Lennon/McCartney, el tema es una balada que evolucionó a partir de «Hey Jude», canción que Paul McCartney escribió para consolar a Julian, el hijo de John Lennon, después del divorcio de sus padres. La canción arranca con una estructura de verso-puente basada en la interpretación vocal y el acompañamiento al piano de McCartney, a los cuales, según progresa la canción, se van añadiendo detalles complementarios que distinguen sus distintas secciones. Después de la cuarta estrofa, cambia a un final o coda que se desarrolla durante más de cuatro minutos, hasta terminar con un fade out.
Con más de siete minutos de duración, fue en su tiempo la canción más larga de la historia en ocupar el Top 10 de las listas británicas de sencillos. También pasó nueve semanas como n.º 1 en Estados Unidos —el tiempo más largo que ha permanecido una canción de The Beatles en la parte superior de las listas estadounidenses—. El sencillo ha vendido aproximadamente ocho millones de copias y se incluye en las listas de las mejores canciones de todos los tiempos.

## Inspiración y composición

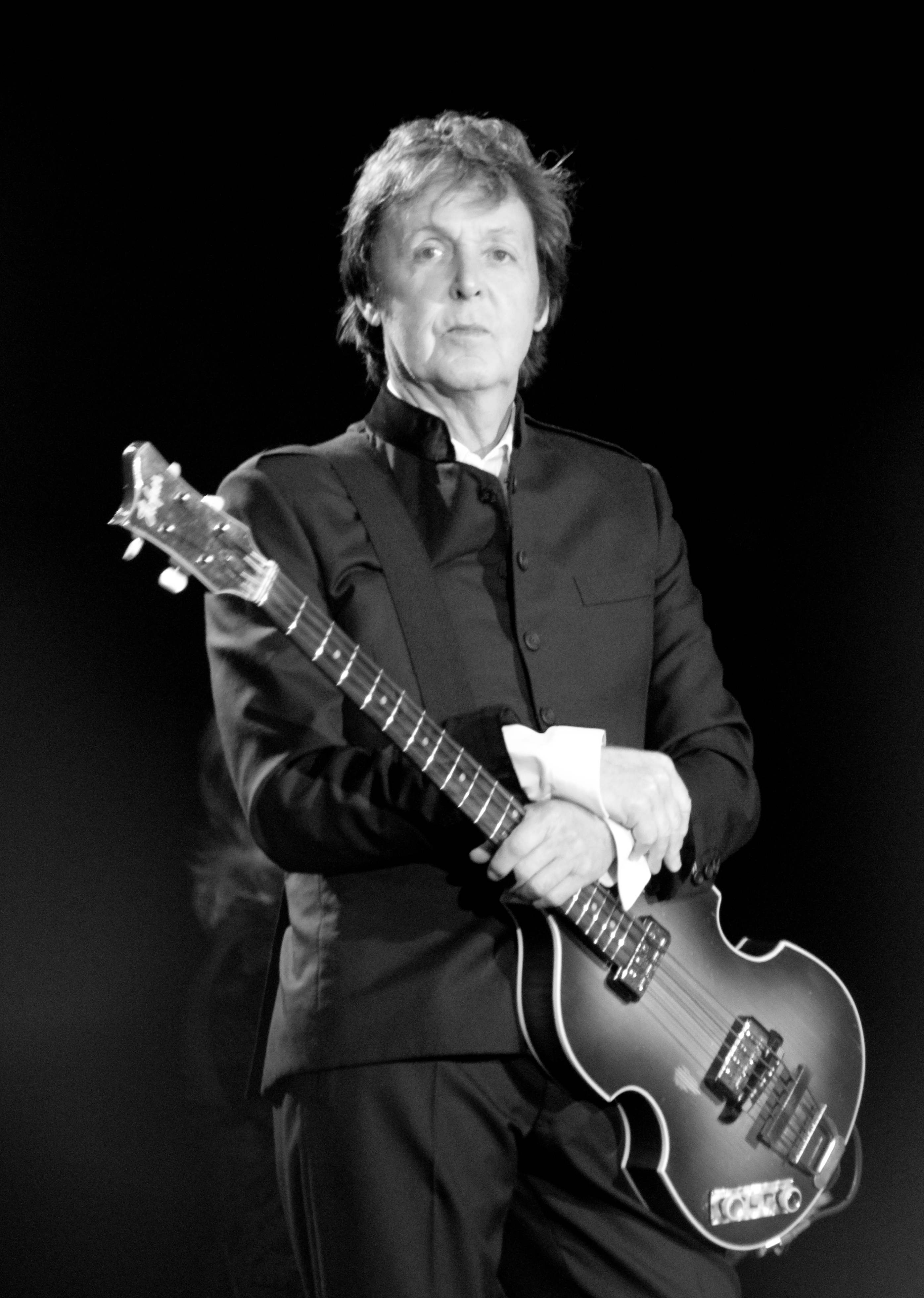
Paul McCartney en vivo en Barton, Inglaterra, el 13 de junio de 2010.

En 1968, después del divorcio de John Lennon y su esposa Cynthia Powell ocasionado por la aventura amorosa de Lennon con Yoko Ono, McCartney fue a ver a Cynthia y a su hijo en común con Lennon, Julian. Paul diría de aquello: «Hemos sido buenos amigos durante muchísimos años y creo que es excesivo considerarlos personæ non gratæ y sacarlos de mi vida». Cynthia recordó: «Me sorprendí totalmente cuando, una tarde, Paul llegó por su cuenta. Estaba conmovida por su preocupación acerca de nuestro bienestar [...] En el camino hacia aquí compuso 'Hey Jude' en el automóvil. Nunca olvidaré el detalle de Paul de preocuparse por venir a vernos».
El título original era «Hey Jules», y tenía la intención de consolar a Julian del dolor causado por el divorcio de sus padres. «Comencé con la idea de 'Hey Jules', que era Julian, don't make it bad, take a sad song and make it better (no lo estropees, toma una canción triste y mejórala). ¡Hey, trata de lidiar con esa terrible situación! Sabía que no iba a ser fácil para él. Siempre me sentí triste por los niños en los divorcios... Para cuando llegué ya tenía la idea para la canción. Lo cambié a 'Jude' porque pensé que sonaba mejor». Julian Lennon descubrió que la canción había sido escrita para él cerca de veinte años después; sobre su relación con McCartney comentó: «Paul y yo solíamos estar juntos mucho más tiempo del que estábamos mi padre y yo juntos. Teníamos una gran amistad y parece que hay más fotos de Paul jugando conmigo que las que tengo con mi padre».
A pesar de que McCartney originalmente compuso la canción para Julian Lennon, John Lennon pensó que había sido para él:

Pero siempre la oí como una canción dedicada a mí. Si piensas al respecto... Yoko entra en la imagen. Él dice: 'Hey, Jude —Hey, John—'. Sé que estoy sonando como uno de esos fanáticos que se involucran demasiado con algo, pero puedes escucharla como una canción para mí... Inconscientemente, él dijo 'Sigue adelante, déjame'. En un nivel consciente, él no quería que siguiera adelante.

Asimismo, otras personas creen que McCartney escribió la canción sobre ellos, incluyendo Judith Simons, una periodista del periódico Daily Express. Sin embargo, otros, entre los cuales se incluye John Lennon, han especulado que la relación fallida a largo plazo que McCartney tuvo con Jane Asher cuando escribió «Hey Jude» era un inconsciente «mensaje a sí mismo». De hecho, cuando Lennon mencionó que la canción trataba sobre él, McCartney lo negó, y le dijo a Lennon que había escrito la canción acerca de sí mismo.
McCartney cambió el título a «Hey Jude» porque el nombre de Jude era más fácil de cantar. Así como lo hizo con «Yesterday», McCartney interpretó la canción para otros músicos y amigos. Ron Griffith de Badfinger, la primera banda en unirse a la compañía discográfica de The Beatles, Apple Records, recordó que en su primer día en el estudio «Paul se fue al piano de cola y dijo 'Hey muchachos, deben de escuchar esto', se sentó y nos dio una versión de concierto completo de 'Hey Jude'. Estábamos asombrados».

## Estructura musical

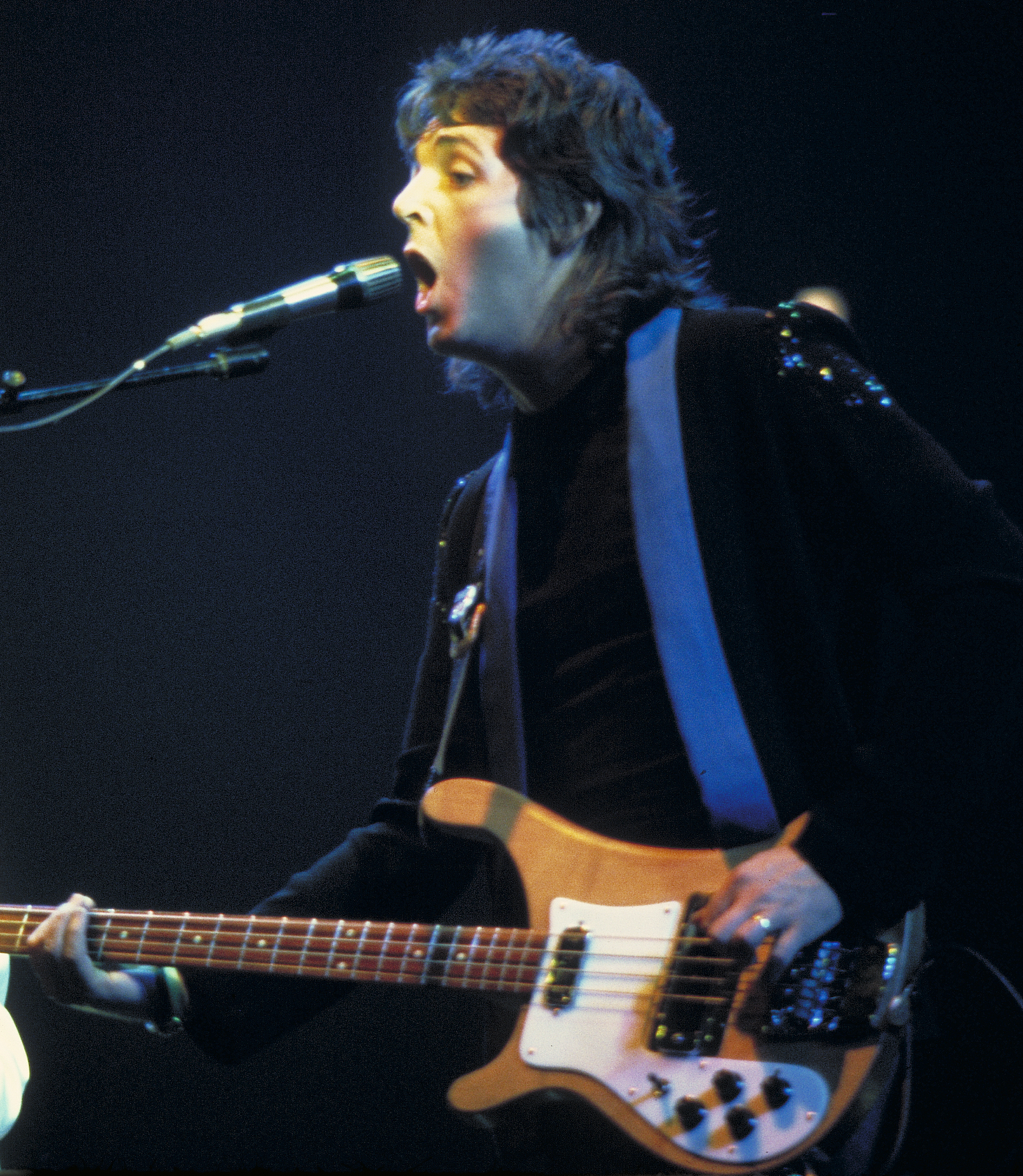
Paul McCartney durante un concierto de Wings, 1976

«Hey Jude» empieza con McCartney cantando la voz principal y tocando el piano. La melodía está basada en tres acordes: Fa, Do y Si♭(I, V y IV); en la segunda estrofa se añade el acompañamiento de la guitarra y la pandereta. La progresión de acordes principal está vuelta del revés para la coda, ya que el acorde de Mi♭ sustituye al de Do. El escritor Tim Riley comentó: «con los mesurados golpes de timbal y  címbalos» que introducen la percusión «el piano baja para añadir una séptima bemol al acorde tónico, haciendo del compás del puente el punto de llegada ('And any time you feel the pain')». Al final de cada puente, McCartney canta una breve frase («Na-na-na na...») acompañado por la guitarra antes de ejecutar unas notas al piano que introducen la siguiente estrofa; según Riley, dicha frase sirve para «reorientar la armonía para la estrofa». Otros detalles, como la pandereta en la tercera estrofa y las armonías sutiles que acompañan a la voz principal, sirven para mantener el interés durante las cuatro estrofas y los dos interludios de la canción.
La estructura estrofa-puente de la canción dura unos tres minutos, para pasar a una coda de unos cuatro minutos. Durante la coda, el resto de la banda, apoyada por una orquesta con coros incluidos, repiten la frase «Na-na-na na» seguida de «Hey Jude» hasta el efecto de fundido final. La revista Time describió la coda como «un fundido que parodia bien las bajadas de volumen utilizadas como truco para terminar las grabaciones de pop». Riley comentó que la progresión de la coda «responde a todas las preguntas musicales que surgen al comienzo y al final de los puentes», ya que «el bemol que introduce los inteludios ahora sirve de base a un acorde completo». Este estribillo de tres acordes concede a McCartney «un lecho [...] para saltar vocalmente», por lo que el cantante improvisa su interpretación durante el resto de la canción. Riley concluyó su análisis diciendo que la canción «se convierte en una visita del rango vocal de Paul: desde los atractivos tonos elegantes de la estrofa inicial, pasando por la creciente emoción de la canción misma, hasta el frenesí de la coda final».
Mientras que «Hey Jude» estaba pensada para Julian Lennon, el crítico Mark Hertsgaard dijo que «gran parte de la letra de la canción parece tratar sobre un hombre adulto al borde de un poderoso nuevo amor, especialmente las frases 'ya la has encontrado, ahora ve y atrápala' y 'estás esperando a alguien con quien actuar'». Tim Riley escribió, «Si la canción es sobre valorarse y consolarse de cara a las penurias, la interpretación vocal expresa mucho de eso. Comienza cantando para consolar a otra persona, encontrándose sopesando sus propios sentimientos en el proceso, y finalmente, en los estribillos repite su propia aprobación, llegando a creer en sí mismo».

## Grabación

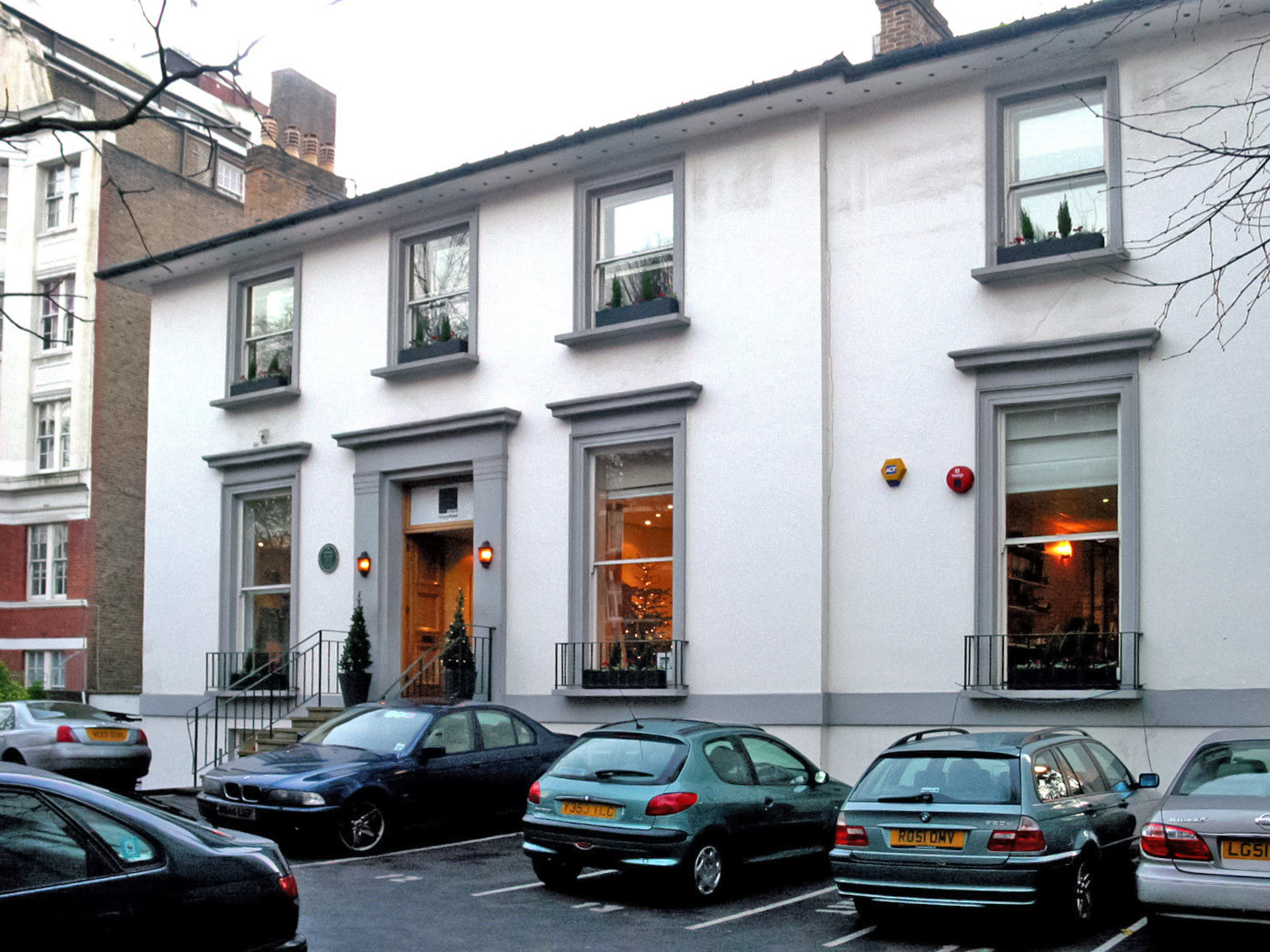
Fotografía de diciembre de 2005 de los Abbey Road Studios (antiguos EMI Studios), donde se grabó la canción «Hey Jude».

The Beatles grabaron en los EMI Studios veinticinco tomas de «Hey Jude» en las noches del 29 y 30 de julio de 1968. Sin embargo, éstas fueron en su mayoría ensayos, al tener previsto que grabaran la toma principal en los Trident Studios para así poder utilizar su equipo de grabación de ocho pistas (en ese entonces, los EMI Studios aún estaban limitados a uno de cuatro pistas). Un ensayo del 29 de julio está disponible en el CD de Anthology 3. La pista de ritmo maestra fue grabada el 31 de julio en Trident. Se grabaron cuatro tomas, de las que fue seleccionada la primera. La canción se completó el 1 de agosto con doblajes adicionales incluyendo orquesta de 36 piezas para la larga coda de la canción, dirigida por George Martin. La orquesta constó de diez violines, tres violas, tres violonchelos, dos flautas, un contrafagot, un fagot, dos clarinetes, un clarinete contrabajo, cuatro trompetas, cuatro trombones, dos trompas, percusión, cuerda y dos bajos. Mientras se grababan los coros, The Beatles preguntaron a los miembros de la orquesta que si podrían dar aplausos y cantar el estribillo mientras la coda de la canción seguía. La mayoría de ellos aceptaron (por el doble del salario), pero uno de ellos se negó, diciendo: «¡Yo no daré palmadas y ni cantaré la puñetera canción de Paul McCartney!».
Ringo Starr casi perdió la señal de empezar a tocar la batería. Se fue al baño —sin que los otros Beatles se dieran cuenta— y empezaron a grabar. En 1994, McCartney comentó: «Ringo salió al baño y yo ni siquiera me di cuenta. El baño estaba a unos cuantos metros de su puesto de batería, pero había pasado ya por mi espalda y yo seguía pensando que estaba en su lugar. Comencé a tocar la toma que es la que se utilizó, y 'Hey Jude' continuó por horas antes de que la batería tocara y mientras tocaba sentí repentinamente a Ringo pasando de puntillas muy rápido por detrás de mí, tratando de llegar a su puesto. Después de que se puso en ella, boom boom boom, la sincronización fue absolutamente impecable».
En el minuto 2:58 de la canción, se puede oír a McCartney diciendo «Oh, ¡maldita sea!». Según los ingenieros de sonido Ken Scott y Geoff Emerick, fue la idea de Lennon dejar el error en la edición final; «Paul golpeó un sonido en el piano y dijo una palabra malsonante' mencionó Lennon alegremente, 'pero yo insistí en dejarla, enterrándola lo suficientemente bajo como para que no pudiera ser escuchada. La mayoría de la gente no se dará cuenta [...] pero nosotros sabremos que está ahí».
George Harrison y McCartney tuvieron un desacuerdo sobre la canción ; según McCartney, durante el ensayo Harrison tocaba una respuesta a cada línea de la parte vocal. Esto no concordaba con la idea del arreglo de la canción hecha por McCartney, por lo que lo vetó. En una entrevista de 1994, McCartney dijo «Estábamos bromeando en el instante en que realizábamos Anthology; yo decía: "Me di cuenta de que era un imbécil mandón" y George dijo "Oh no, Paul, nunca hiciste algo así!"... Pero eso era algo esencial para mí y cuando recuerdo esa ocasión, pienso "Muy bien". Bueno, fui algo mandón, pero valiente, porque pude haber cedido a la presión». Ron Richards, quien trabajó para George Martin tanto en Parlophone como en los estudios de grabación de AIR, y quien descubrió a The Hollies, estuvo presente en muchas sesiones de grabación de The Beatles. Dijo que McCartney era «ajeno a cualquier sentimiento de cualquiera en el estudio» y que estaba realmente decidido a hacer la mejor grabación posible, a casi cualquier precio.

## Lanzamiento del sencillo
El sencillo de «Hey Jude» fue publicado el 26 de agosto de 1968 en Estados Unidos y el 30 de agosto en el Reino Unido, junto con «Revolution» en el lado B y en formato de 7". La canción se convirtió en el lanzamiento debut del sello discográfico de The Beatles, Apple Records; en Estados Unidos fue además la primera canción de The Beatles en ser publicada en una cubierta de papel en lugar de una cubierta con imagen. A pesar de que «Hey Jude» fue grabada durante las sesiones de grabación del álbum The Beatles, también conocido como El álbum blanco, se hizo siempre con la idea que fuese un sencillo y nunca como parte de un álbum. Lennon quería que «Revolution» estuviera en el lado A, pero los otros Beatles no estuvieron de acuerdo. En su entrevista de 1970 con la revista Rolling Stone mencionó que «Hey Jude» era digna de estar en el lado A, «pero pudimos haberla tenido en cualquiera de los dos». Diez años después, en 1980, dijo a Playboy que seguía en desacuerdo con la decisión.
«Hey Jude» apareció por primera vez en la lista británica de sencillos el 7 de septiembre de 1968 (quedando en ella 16 semanas), y llegando al primer puesto una semana después. Solo estuvo listada dos semanas en la cima hasta que fue superada por otro lanzamiento de Apple, «Those Were the Days» de Mary Hopkin. Además, obtuvo una certificación de oro por la Asociación de la Industria Discográfica de Estados Unidos el 13 de septiembre; esa misma semana, NME reportó que ya se habían vendido dos millones de copias del sencillo. La canción entró en las listas estadounidenses el 14 de septiembre de 1968, donde permaneció las siguientes 19 semanas. Dos semanas después, «Hey Jude» entró en el número 1 en las listas, y mantuvo esa posición las siguientes ocho semanas, durante un total de nueve semanas, marcando un récord en Estados Unidos como la canción de The Beatles que más tiempo había durado en el primer puesto de las listas de dicho país, así como la canción de más larga duración en llegar al número 1.
Algunas emisoras de radio estadounidenses se negaron a radiar una canción que fuera más larga de lo normal, es decir, tres minutos y medio, por lo que Capitol Records realizó una versión más corta de la canción, pensada específicamente para las radios. «Hey Jude» tiene una duración de siete minutos y once segundos. La única canción en estar en la cima de una lista mundial en los años 1960 y que fuera superior a los siete minutos era la canción de Richard Harris «MacArthur Park». En el Reino Unido, donde «MacArthur Park» no llegó a entrar en la parte alta de las listas, «Hey Jude» se mantuvo como la canción más larga en llegar al n.º 1 durante casi un cuarto de siglo, hasta que en 1993 fue superada por la canción de Meat Loaf «I'd Do Anything for Love (But I Won't Do That)», cuya duración es de siete minutos con 58 segundos.
El 30 de noviembre de 1968 NME reportó que las ventas habían alcanzado casi seis millones de copias mundialmente. «Hey Jude» se convirtió en el lanzamiento debut que más ventas había recaudado para un sello discográfico en la historia, vendiendo aproximadamente ocho millones de copias en todo el mundo y llegando al primer puesto de las listas de once países. A la fecha, sigue siendo el lanzamiento más exitoso a nivel comercial de The Beatles. Por otra parte, «Hey Jude» se convirtió en la canción que ocupó el primer puesto de Billboard Hot 100 de 1968. Si bien el disco logró certificarse oro el día anterior a su ingreso en las listas de Estados Unidos, tardó casi treinta años en ser certificado platino, el 17 de febrero de 1999. Desde entonces, el sencillo ha sido certificado hasta cuatro veces platino (por sus cuatro millones de copias distribuidas) en territorio estadounidense.
La melodía de «Hey Jude» también ha sido utilizada por múltiples aficiones de fútbol en Inglaterra para hacer cánticos a sus respectivos equipos, cambiando la letra en la coda final de la canción pero manteniendo el «Na-na-na na»

## Recepción y críticas
En el momento del lanzamiento de la canción «Hey Jude», la revista Time la contrastó con su lado B «Revolution», comentando: «El otro lado del nuevo disco incita activismo de otro tipo» mientras McCartney «cantando alegremente apoya a un amigo a superar sus temores y de esa manera comprometerse al amor». El analista musical Alan Pollack elogió «Hey Jude» diciendo «es tan buen ejemplo de dos lecciones compuestas: cómo llenar un lienzo con medios simples, y cómo usar diversos elementos como la armonía, el contrabajo, y orquestación para expresar formas y contrastes». También dijo que es inusual para una canción larga, ya que «utiliza un formato binario que combina una canción tipo himno totalmente desarrollada junto a una extensa jam tipo mantra en una simple progresión de acordes». Pollack describió la larga coda y el fade-out como «un efecto sorprendentemente trascendental», mientras que Richie Unterberger observó que «lo que pudo haber sido fácilmente aburrido es, en cambio, hipnótico».
«Hey Jude» fue nominada a los Premios Grammy de 1969 en las categorías de «Grabación del Año», «Canción del Año» y «Mejor Interpretación Pop por un Dúo o Grupo con Vocales», pero no ganó en ninguna de ellas. Ganó el Premio Ivor Novello por «Lado A con las Más Altas Ventas». En la encuesta de los lectores de NME de 1968, «Hey Jude» fue votada la mejor canción del año. En 2001, «Hey Jude» fue admitida en el Salón de la Fama Grammy de la Academia Nacional de Artes y Ciencias. En 2004, ocupó el número ocho en la lista de la revista Rolling Stone de las 500 mejores canciones de todos los tiempos sin embargo en 2021, cayó estrepitosamente al puesto 89. También llegó al tercer lugar de la lista de las 100 mejores canciones de Channel 4. Finalmente, el Amusement & Music Operators Association colocó a «Hey Jude» en el undécimo lugar de los mejores sencillos de gramola de todos los tiempos.

## Película promocional
The Beatles contrataron a Michael Lindsay-Hogg para rodar el vídeo promocional de «Hey Jude» (quien previamente había dirigido un vídeo promocional para «Paperback Writer»), y acordaron filmar con un público en vivo, aunque controlado. Hogg rodó el vídeo en Twickenham Film Studios el 4 de septiembre de 1968, con el propio McCartney diseñando el set. Tony Bramwell, un amigo de The Beatles, describió después el set como «el piano, ahí; batería ahí; y la orquesta en dos niveles hasta atrás». El evento es también memorable ya que marcó el regreso de Ringo Starr al grupo después de un descanso de dos semanas, durante el cual había anunciado su salida de la banda. El vídeo final es una combinación de varias y diferentes tomas, e incluye «introducciones» filmadas de la canción por David Frost (quien presentó a The Beatles como «la mejor orquesta de sala de té del mundo») y sir Cliff Richard, para sus respectivos programas de televisión. Mientras el rodaje avanzaba, Lennon preguntó repetidamente a Lindsay-Hogg si ya tenía el material que necesitaba. Después de doce tomas, McCartney dijo: «Me parece que ya es suficiente» y la filmación concluyó. El vídeo se transmitió por primera vez en el Reino Unido el 8 de septiembre de 1968 y posteriormente en Estados Unidos en el programa televisivo de The Smothers Brothers Comedy Hour el 6 de octubre del mismo año. El vídeo de la actuación puede verse en el DVD de Anthology.

## Letra subastada
En 1996, Julian Lennon pagó 25 000 libras esterlinas por las notas de grabación de «Hey Jude» en una subasta y otras 35 000 en objetos de John Lennon. El mánager de Julian Lennon, John Cousins, declaró: «Tiene un par de fotos de su padre, pero no las suficientes. Las está compilando por razones personales y son reliquias familiares».
En 2002, la letra original hecha a mano de la canción casi fue subastada en la casa de subastas Christie's de Londres. Se esperaba que la hoja de papel con las letras garabateadas alcanzara las 80 000 libras esterlinas en la subasta, cuya fecha estaba prevista para el 30 de abril de 2002. McCartney fue a la corte para detener la subasta, alegando que el documento había desaparecido de su casa en el oeste de Londres. Richard Morgan, el representante de Christie's, dijo que McCartney nunca había proporcionado ninguna evidencia de que hubiese poseído alguna vez dicha pieza de papel. La corte falló a favor de McCartney y además prohibió la venta de la letra de la canción. La letra había sido enviada a la subasta de Christie's por el francés Florrent Tessier, quien dijo que consiguió el pedazo de papel en un puesto del mercado de una calle en Londres por diez libras esterlinas en la década de 1970. En el catálogo original de la subasta, Julian Lennon escribió: «Es muy extraño pensar que alguien ha escrito una canción sobre ti. Eso sigue conmoviéndome».

## Posición en listas
| Año  | País           | Lista               | Posición | Semanas n.º 1 | Semanas en lista |
| ---- | -------------- | ------------------- | -------- | ------------- | ---------------- |
| 1968 | Reino Unido    | Record Retailer     | 1        | 2             | 16               |
| 1968 | Reino Unido    | New Musical Express | 1        | 3             |                  |
| 1968 | Reino Unido    | Melody Maker        | 1        | 4             | 13               |
| 1968 | Alemania       | [ 60 ]              | 1        | 2             |                  |
| 1968 | Austria        | [ 61 ]              | 1        | 4             | 20               |
| 1968 | Francia        | [ 60 ]              | 1        | 4             |                  |
| 1968 | España         | [ 60 ]              | 1        | 1             |                  |
| 1968 | Noruega        | [ 62 ]              | 1        | 6             | 14               |
| 1968 | Irlanda        | [ 60 ]              | 1        | 3             |                  |
| 1968 | Países Bajos   | [ 63 ]              | 1        | 7             | 14               |
| 1968 | Suiza          | [ 64 ]              | 1        | 6             | 17               |
| 1968 | Estados Unidos | Billboard Hot 100   | 1        | 9             | 19               |
| 1968 | Estados Unidos | Record World        | 1        | 4             |                  |
| 1968 | Estados Unidos | Cash Box            | 1        | 7             |                  |
| 1968 | Canadá         | [ 60 ]              | 1        |               | 11               |
| 1968 | Australia      | [ 60 ]              | 1        | 13            |                  |
| 1968 | Nueva Zelanda  | [ 60 ]              | 1        | 5             |                  |

## Personal
- Paul McCartney – voz principal y coros, piano (Bechstein Grand) y bajo (Rickenbacker 4001s).
- John Lennon – guitarra acústica (Gibson J-160e) y coros.
- George Harrison – guitarra eléctrica (Fender Stratocaster) y coros.
- Ringo Starr - batería (Ludwig Super Classic), pandereta y coros (al final).
- Sin acreditar: 10 violines, 3 violas, 3 violonchelos, 2 flautas, 2 clarinetes, 1 clarinete bajo, 1 fagot, 1 contrafagot, 4 trompetas, 2 trompas y 4 trombones.